# Verdades ocultas
Verdades ocultas je chilská telenovela produkovaná a vysílaná stanicí Mega v roce 2017. V hlavních rolích hráli Camila Hirane, Carmen Zabala, Cristián Arriagada y Matías Oviedo.

## Obsazení

### Aktuální obsazení
| Camila Hirane           | Rocío Verdugo Mackenna Flores                      |
| Carmen Zabala           | Agustina Mackenna Guzmán Flores                    |
| Cristián Arriagada      | Diego Castillo Hurtado                             |
| Matías Oviedo           | Tomás Valencia Fernández                           |
| Francisca Gavilán       | Eliana Zapata Marín                                |
| Viviana Rodríguez       | María Luisa Guzmán                                 |
| Juan Falcón             | Francesco Leone                                    |
| Katty Kowałeczko        | Gracia de Müller / Graciela Pérez                  |
| Maricarmen Arrigorriaga | Leticia Hurtado                                    |
| Julio Jung Duvauchelle  | Ricardo San Martín Marín                           |
| Javiera Díaz de Valdés  | VSamanta Müller                                    |
| Carlos Díaz León        | Leonardo San Martín Marín                          |
| Emilio Edwards          | Nicolás Walker                                     |
| Antonia Bosman          | Julieta Müller                                     |
| Alexander Solórzano     | José Luis Rodríguez                                |
| Mauricio Flores         | Juan Francisco Rodríguez                           |
| Beltrán Izquierdo       | Cristóbal Tapia / Tomasito Valencia Mackenna       |
| Stefan Platz            | Benjamín Silva Verdugo / Benjamín Valencia Verdugo |

### Dříve obsazení
| Javiera Díaz de Valdés      | Agustina Mackenna / Amelia Rivera |
| Marcela Medel               | Laura Flores                      |
| Rocío Toscano               | Roxana Díaz Núñez                 |
| Osvaldo Silva               | Rodolfo Mackenna                  |
| Alejandro Trejo             | Genaro Silva                      |
| Mauricio Pesutic            | Mario Verdugo                     |
| Renato Munster              | José Soto                         |
| Nicolás Saavedra            | Rafael Silva                      |
| Camilo Carmona              | Marco Tapia                       |
| Santiago Tupper             | Alonso Toledo                     |
| Carmen Gloria Bresky        | Gladys Núñez / Raquel Núñez       |
| Claudia Hidalgo             | Viviana Leiva                     |
| María de los Ángeles García | Maite Soto                        |
| Ricardo Vergara             | Franco Soto                       |
| Macarena Teke               | Nadia Retamales                   |
| Norma Norma Ortiz           | Maruja Pérez                      |
| Teresita Reyes              | Gabriela Marín                    |
| Nicolás Brown               | Eduardo Fuentes                   |
| Antonia Giesen              | Paula Fuentes                     |
| Mariano Perez Arce          | Tomasito Valencia Mackenna        |
| Luna Martinez               | Claudia Cárdenas                  |
| Dominique Román             | Sofía Walker Cárdenas             |
| María Jesus Miranda         | Javiera                           |
| Cristian Carvajal           | Samuel                            |